# Wiener Eislauf-Verein

Logo des Wiener Eislauf-Vereins

Der Wiener Eislauf-Verein (WEV) ist ein österreichischer Eissportverein aus Wien. Seine größten Erfolge hatte der Verein im Eiskunstlauf, Eisschnelllauf und im Eishockey. Er betreibt auf dem Wiener Heumarkt mit über 6.000 m² Eisfläche einen der großflächigsten Freilufteisplätze der Welt.

## Geschichte

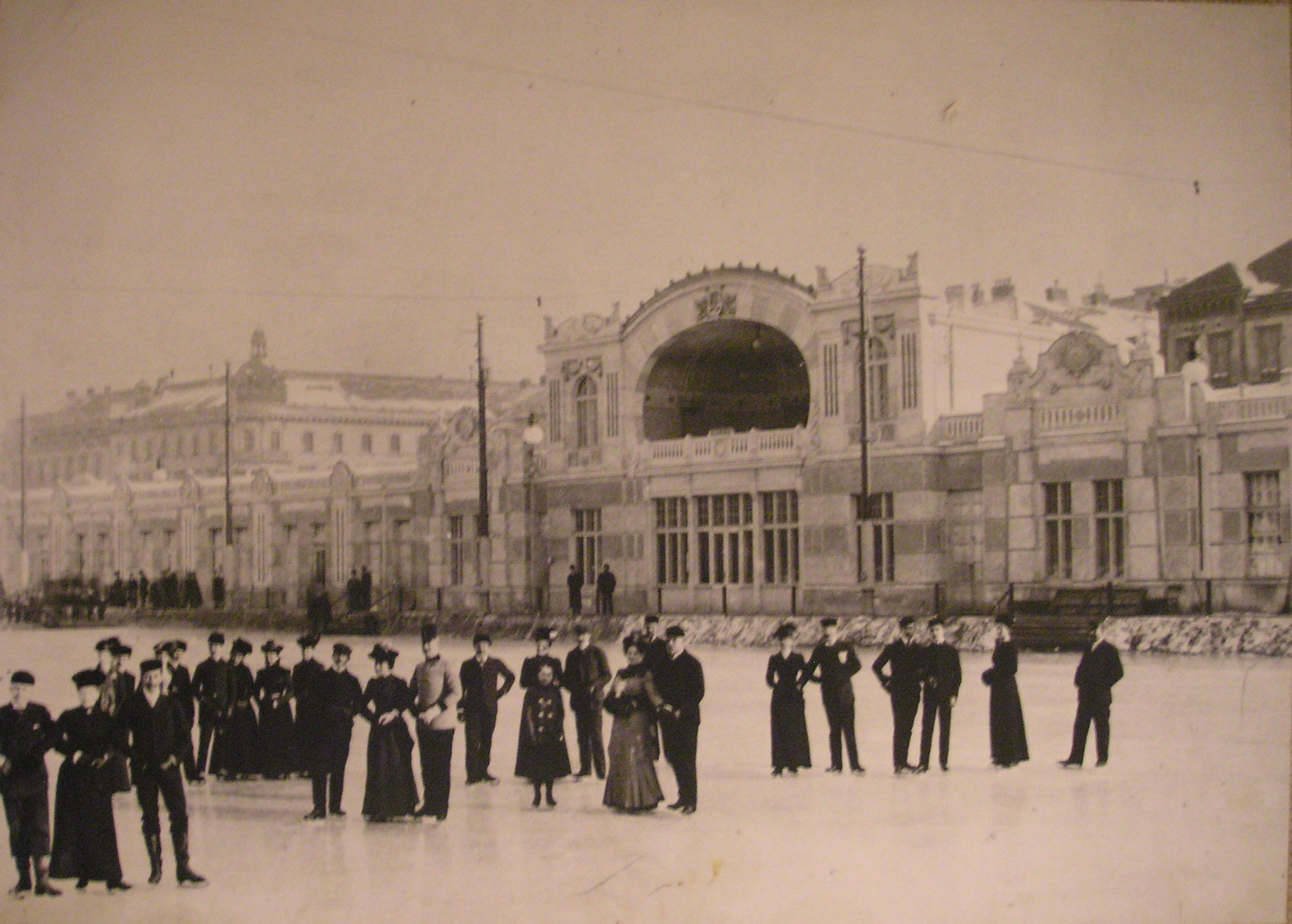
Der Wiener Eislauf-Vereinsplatz wurde 1900 vom Architekten Ludwig Baumann im Jugendstil errichtet

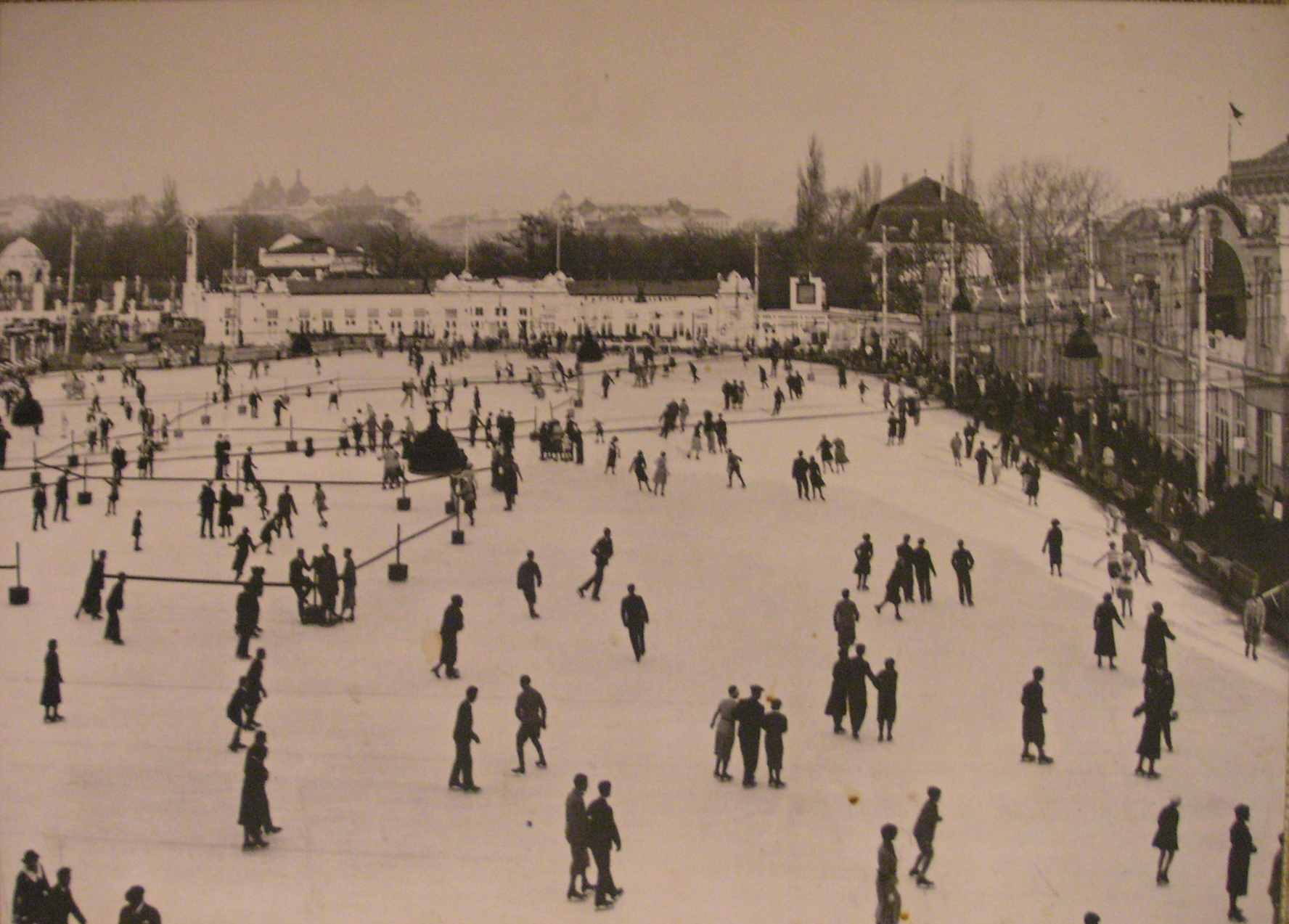
Wiener Eislauf-Vereinsplatz, ganz hinten links sind der Eingang zum Stadtpark und die Wienfluss-Einwölbung erkennbar. Das Jugendstil-Ensemble des Eislaufplatzes musste in den 1960er Jahren einem Hotelbau weichen und wurde abgerissen

Zwar fanden die „Schleiferbuben des Kanals“ schon 1803 Erwähnung, zum Volkssport wurde der Eislauf jedoch erst um die Jahrhundertmitte. Es war dies die Zeit, da sich die sportlichen Wiener an Wintersonntagen im Hafen des Wiener Neustädter Kanals (Heute Areal Bahnhof Wien-Mitte) trafen oder den Kanal belebten und „in schnellstem Tempo bei Einbruch der Dunkelheit mit brennenden Fackeln zwischen Wien und Guntramsdorf dahin [glitten].“
Nachdem das winterliche Hafenbecken also bereits zum „Eissportgebiet Österreichs Nr. 1 geworden war, wurde der 1867 der WEV gegründet und pachtete im Gründungsjahr einen Teil des ehemaligen Wiener Kanalhafens.“
Der WEV wurde am 7. Februar 1867 von Artur Freiherr von Löwenthal, Karl (Carl) Korper von Marienwert, Erwin Franz Freiherr von Sommaruga, Constantin von Marguerite, Heinrich von Bach, Rudolf Grimm, Ritter von Grimburg, Cäsar Ranzi, Leon Schmidt Friedrich Böhmers, L. Mohr, Friedrich Klezl, Rudolf von Ponzen, Florian Mollo und Demeter Diamantidi gegründet. Das Areal des WEV vor der Jahrhundertwende lag in der Gegend des heutigen Bahnhofs Wien Mitte im 3. Wiener Gemeindebezirk. Am 26. Dezember des Gründungsjahres konnte der Natureislaufplatz eröffnet werden.
Im Jahr 1869 fand das erste Eisschnelllaufen der Vereinsgeschichte statt, im Jahr 1882 das erste internationale Preis-, Figuren- und Wetteislaufen. Zehn Jahre später übertrug die Internationale Eislauf-Vereinigung dem WEV in der Saison 1892/93 zum ersten Mal die Durchführung der Europameisterschaften im Eiskunstlaufen und Eisschnelllaufen.
Aufgrund städtebaulicher Maßnahmen um die Jahrhundertwende übersiedelte der Verein auf das Areal des Wiener Heumarktes im 3. Wiener Gemeindebezirk, wo am 6. Jänner 1901 der neue Eislaufplatz in Betrieb genommen wurde. Eislaufen wurde um die Jahrhundertwende zu einem bedeutenden Teil der popularen Freizeitkultur in Wien. Nach dem Vorbild der im Jahr 1909 weltweit ersten Freiluftkunsteisbahn von Eduard Engelmann in Hernals eröffnete der WEV am 18. Dezember 1912 eine Kunsteisbahn in einem Ausmaß von 4.000 m².
Während des Ersten Weltkrieges kämpfte der WEV um seine Existenz. Die Kunsteisbahn sowie die Beleuchtung der Anlage konnten aufgrund des örtlichen Kohle- und Strommangels nicht betrieben werden. Für einen sportlichen Aufschwung des Vereins nach dem Krieg sorgten Eiskunstläufer und -läuferinnen wie etwa Herma Szabó und Willy Boeckl. Bald setzte auch ein wirtschaftlicher Aufwärtstrend ein. Im Jahr 1924 wurde die Kunsteisbahn von 4.000 auf 6.000 m², im Jahr 1927 von 6.000 auf 10.000 m² vergrößert – der WEV betrieb zu dieser Zeit die größte Kunsteisbahn der Welt. In der Saison 1929/1930 verzeichnete der WEV mit 9.521 Mitgliedern den höchsten Mitgliederstand in der Vereinsgeschichte.
Die Weltwirtschaftskrise der 1930er-Jahre traf auch den WEV. Der Verein musste Sparmaßnahmen durchsetzen und den Betrieb der Kunsteisbahn einschränken. Die Eiskunstläufer und -läuferinnen blieben trotz der erschwerten Trainingsbedingungen weiterhin international höchst erfolgreich, Fritzi Burger und Felix Kaspar holten Welt- und Europameistertitel sowie Olympiamedaillen nach Wien.
Nach dem Anschluss Österreichs an das Deutsche Reich im März 1938 wurde der WEV in den Nationalsozialistischen Reichsbund für Leibesübungen überführt. Adolf Eder wurde als kommissarischer Verwalter eingesetzt und blieb in dieser Funktion bis zur Wahl eines neuen Vereinsführers. Am 23. Februar 1939 wurde durch eine außerordentliche Mitgliederversammlung der SA-Brigadeführer Heribert Seidler einstimmig gewählt, der Eder zum ständigen Vertreter ernannte. Infolge der antisemitischen Gesetze des NS-Regimes wurden unmittelbar nach dem Anschluss Österreichs die als „jüdisch“ definierten Funktionäre, Mitglieder sowie Sportler und Sportlerinnen aus dem Verein ausgeschlossen. Im Jahr 1944 musste der WEV aufgrund der absehbaren Kriegsniederlage des Deutschen Reiches zum ersten Mal in seiner Geschichte den Betrieb einstellen, nachdem sich im Jahr 1939 die Sportsektionen des WEV und des Eissport Klub Engelmann aus wirtschaftlichen Gründen zu einer Startgemeinschaft – der Wiener Eissport-Gemeinschaft (WEG) – zusammengeschlossen hatten. Einige WEG-Athleten und -Athletinnen, wie etwa Eva Pawlik – bereits als 12-Jährige Jugendmeisterin –, Edi Rada oder das Eishockeyteam, konnten auf Reichsebene sportlich reüssieren.
Nach Kriegsende 1945 war das Areal des WEV durch Bomben und Schützengräben beschädigt, die Kunsteisbahn konnte jedoch nach kurzer Zeit wieder in Betrieb genommen werden. Nach einer längeren kriegsbedingten Pause im internationalen Sport fanden die ersten Wettbewerbe mit Beteiligung von Sportlern und Sportlerinnen des WEV im Jahr 1948 statt. Eva Pawlik gewann bei den Olympischen Winterspielen in St. Moritz Silber, Edi Rada Bronze. Bei der Europameisterschaft 1949 gewannen Pawlik und Rada jeweils den Titel. Maßgeblichen Anteil an der raschen Wiederbelebung des WEV in sportlicher, gesellschaftlicher und kultureller Hinsicht hatte die im Winter 1945 im WEV gegründete Wiener Eisrevue. Die Revue wurde zu einem Kassen- und Exportschlager und bescherte dem WEV ein Millionenpublikum. Die Musik von Robert Stolz, der aus seiner freiwilligen Emigration 1946 nach Wien zurückgekehrt war, war eines von mehreren Signalen für einen Neuanfang. Seine erste Eis-Operette widmete Stolz dem damaligen Spitzenstar Eva Pawlik („Die ewige Eva“, 1952/53). Diese Produktion feierte am Platz des Wiener Eislaufvereins besondere Triumphe. Mit der Wiener Eisrevue wurden auch 7 Spielfilme gedreht (u. a. Frühling auf dem Eis mit Eva Pawlik und Traumrevue mit Eva Pawlik, Ingrid Wendl und Hanna Eigel). Auch in sportlicher Hinsicht erlebte der WEV in den 1950er und 1960er Jahren einen Höhepunkt. Zu den international erfolgreichen Eiskunstläufer und -läuferinnen dieser Zeit zählten Hanna Eigel, Ingrid Wendl, Hanna Walter, Regine Heitzer, Emmerich Danzer (der unter anderem 1967 am Platz des WEV Weltmeister wurde) und Wolfgang Schwarz oder die Paarläufer Sissy Schwarz und Kurt Oppelt.
In den späten 1950er-Jahren stand für den Verein die Schaffung neuer Freizeit- und Kulturangebote fernab dem Eislaufbetrieb im Mittelpunkt. So richtete der WEV in den Sommermonaten zahlreiche internationale Ring- und Boxkämpfe aus, beheimatete eine Tennissektion und veranstaltete Musikkonzerte. Insbesondere in den 1960er/70er-Jahren lockte „Catchen am Heumarkt“ Tausende Fans an, Wien wurde zu einer europäischen Kampfsportmetropole.
In den 1970er- und 1980er-Jahren wurde es mit wenigen Ausnahmen stiller um die Sportsektionen des Vereins. Trixi Schuba, in den Jahren 1971 und 1972 jeweils zweimalige Welt- und Europameisterin im Eiskunstlauf, krönte 1972 ihre Karriere mit Olympiasieg in Sapporo. Die österreichische Seriensiegerin Claudia Kristofics-Binder feierte im Jahr 1982 mit dem Gewinn des Europameistertitels der Eiskunstläuferinnen den letzten internationalen Erfolg für den Verein.

## Eishockey im WEV
Der Wiener Eislauf-Verein (WEV) betrieb von 1914 bis 1985 eine Eishockeysektion für Männer. Ab 1923 wurde eine österreichische Eishockeymeisterschaft der Herren ausgetragen, an der sich der WEV beteiligte. Ende der 1920er Jahre wurde außerdem der Versuch unternommen, ein Dameneishockeyteam zu gründen.

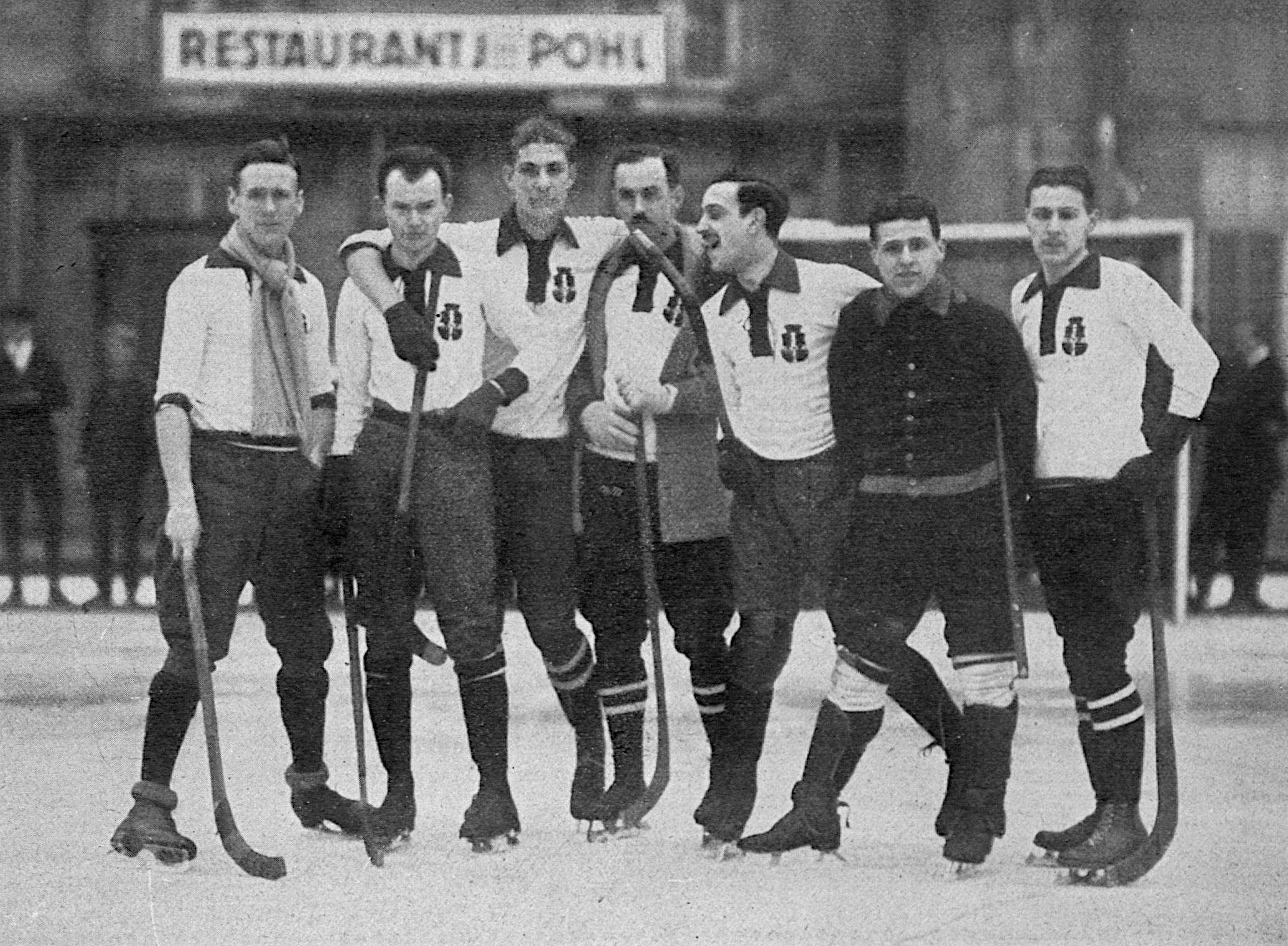
Spieler der Meistermannschaft 1916: Hans Mayringer, Rudolf Rauch, Alfred Revy, Dalbeare, Tauber, Alexander Poppovich, Alexander Lebzelter

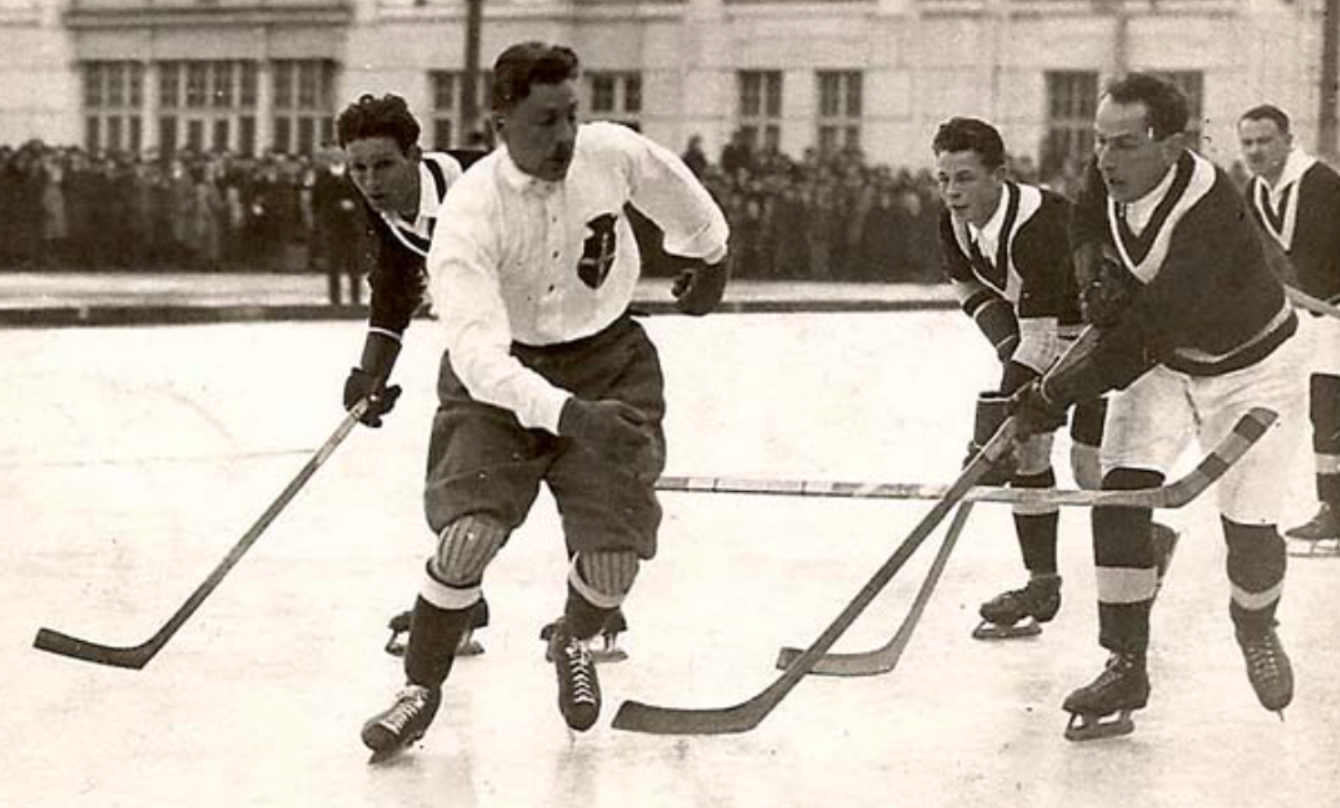
Spielszene AC Sparta Prag (in dunkler Spielkleidung) gegen den WEV (1924)

Die vorerst auf Wien begrenzte österreichische Eishockeymeisterschaft wurde in ihren Anfangsjahren vom Wiener Eislauf-Verein dominiert. Von 1923 bis 1931 gewann der WEV jede Meisterschaft sowie mehrmals den Schlesinger-Pokal und die Jugendmeisterschaft. Auch 1933 und 1937 konnte sich das Team des WEV gegen die Konkurrenz durchsetzen. Darüber hinaus bestand die österreichische Eishockeynationalmannschaft zu dieser Zeit vorwiegend aus Spielern des Wiener Eislauf-Vereins.
Nach dem Anschluss Österreichs an das Deutsche Reich wurden die besten österreichischen Vereine in die deutsche Eishockeymeisterschaft aufgenommen. Im Oktober 1939 bildeten der WEV und der EK Engelmann Wien (zwangsweise) eine Startgemeinschaft und diese gewann als Wiener Eissport-Gemeinschaft im Jahr 1940 als zweiter Wiener Verein (nach dem EKE 1939) den deutschen Meistertitel im Eishockey.
Nach dem Krieg siedelte der Lokalrivale EK Engelmann Wien in die Arena des Wiener Eislauf-Vereins über, da deren Kunsteisbahn während des Krieges schwer beschädigt wurde. Die Meisterschaften 1947 und 1948 konnte der WEV erneut gewinnen. 1948 wurde erneut eine Spielgemeinschaft der beiden Vereine, die Wiener Eissport-Gemeinschaft (WEG), gebildet. Dieses Team holte in den folgenden drei Jahren (1949, 1950, 1951) die österreichischen Meistertitel, bevor die Wiener Eissport-Gemeinschaft 1951 aufgelöst wurde und die beiden ursprünglichen Vereine wieder getrennte Wege gingen.
1958 gründete der WEV zusätzlich den Verein Wiener Eissport-Vereinigung, um in diesem künftig die Sportsektionen und die Wiener Eisrevue zu führen. Ende der 1950er Jahre fiel das Wiener Eishockey im Vergleich zur Konkurrenz aus den Bundesländern zusehends zurück. Während der EK Engelmann Wien 1956 und 1957 noch zwei Meistertitel in die Hauptstadt holen konnte, erlebte der WEV eine Durststrecke bis zur Saison 1961/62, als der WEV die österreichische Eishockeymeisterschaft zum letzten Mal gewinnen konnte.
1966 siedelte die WEV-Eishockeysektion von der traditionsreichen Freilufteisarena am Wiener Heumarkt in die Donauparkhalle über. Diese Halle im Bezirk Donaustadt wurde ursprünglich als Blumenhalle für die Internationale Gartenschau (WIG) 1964 errichtet. Unter Eishockeyliebhabern war die Donauparkhalle für ihre Akustik beliebt, ihre Betonpfeiler erschwerten jedoch mitunter das Zusehen. Sie fasste etwa 3.300 Besucher.
Trotz der verbesserten Infrastruktur konnte das WEV-Eishockeyteam nie seine frühere Vormachtstellung zurückgewinnen. Die Konkurrenz aus den Bundesländern wurde mit dem Klagenfurter AC, dem Innsbrucker EV und dem ATSE Graz zu stark und mit WAT Stadlau bekam der WEV ab den 1970er Jahren auch einen Lokalrivalen in Wien. Zwar errang der WEV noch mehrere Vizemeistertitel, ein erneuter Gewinn der Meisterschaft blieb dem Eishockeyteam jedoch verwehrt.

### Tradition des WEV außerhalb des Stammvereins (1982 bis 2021)
1982 wurde die Eishockeysektion unter dem Namen Wiener Eissport Vereinigung selbständig. Nach einer verpatzten Saison 1983/84 stieg der WEV in die Nationalliga (2. Liga) ab. Der Wiederaufstieg gelang zwar bereits in der Folgesaison. 1991 zog der WEV aus der Donauparkhalle in die Sporthalle Hopsagasse um. Aufgrund finanzieller Schwierigkeiten fusionierte der WEV 1992 mit dem WAT Stadlau zum EC Wien, ab 1993 CE Wien. Der Club spielte erst in der Nationalliga, ab 1994 durch Aufstockung in der Bundesliga. 1997 wurde der CE Wien in Wiener Eishockeyverein umbenannt.
2000 wurde der Verein aufgelöst. Als Nachfolgeverein wurde der Wiener Eislöwen-Verein (WE-V) gegründet, während gleichzeitig mit den Vienna Capitals ein Konkurrenzteam in der Bundesliga entstand. Die erste Mannschaft des WE-V spielte von 2003 bis 2007 in der Nationalliga und ging 2007 im EHC Team Wien auf, welches aber nur eine Saison bestand. Durch Übertritt der Spielerinnen der Vienna Flyers entstand 2012 im WE-V ein Damenteam, welches in der Dameneishockey-Bundesliga spielte. Die Mannschaft stellte 2016 den Spielbetrieb ein, die Spielerinnen wechselten zu den Capitals.
Am 30. Juli 2014 wurde mit dem Wiener Eishockey Verein Lions ein neuer Eishockeyverein für die Seniorenmannschaft gegründet. Dieser spielte in den Ligen des Wiener Eishockeyverbands und gewann 2016/17, 2017/18 und 2019/20 die Wiener Meisterschaft.

### Neugründung der Sektion Eishockey
2021 wurde die Eishockeysektion im Wiener EV neu gegründet. Die Mannschaft der WEV Lions wird in den Verein integriert und nimmt an der ebenfalls neu gegründeten österreichweiten 3. Liga teil.

### Erfolge
- Österreichischer Meister 1922/23, 1923/24, 1925/26, 1926/27, 1927/28, 1928/29, 1929/30, 1930/31, 1932/33, 1936/37, 1946/47, 1947/48, 1961/62
- Österreichischer Vizemeister 1931/32, 1934/35, 1962/63, 1971/72, 1979/80, 1980/81, 1986/87, 1987/88
- Schlesinger Cup 1929, 1930, 1931, 1932
- Wiener Meister 1932/33, 1934/35, 1936/37, 1938/39

### Träger des Internationalen Abzeichen des österreichischen Eishockeyverbands
Folgende WEV-Spieler erhielten das Internationale Abzeichen des österreichischen Eishockeyverbands:
| Spieler               | Verleihungen | Jahre                                                      |
| --------------------- | ------------ | ---------------------------------------------------------- |
| Hermann Weiß          | 10           | 1927, 1928, 1929, 1930, 1931, 1932, 1933, 1935, 1936, 1937 |
| Josef Göbl            | 9            | 1927, 1928, 1930, 1931, 1932, 1933, 1934, 1935, 1936       |
| Friedrich Demmer      | 8            | 1930, 1931, 1932, 1933, 1934, 1935, 1936, 1937             |
| Hans Trauttenberg     | 3            | 1932, 1933, 1934                                           |
| Herbert Brück         | 4            | 1925, 1926, 1927, 1928                                     |
| Jacques Dietrichstein | 7            | 1928, 1929, 1930, 1931, 1932, 1933, 1934                   |
| Karl Kirchberger      | 7            | 1930, 1931, 1932, 1933, 1934, 1935, 1937                   |
| Ulrich Lederer        | 7            | 1925, 1926, 1927, 1928, 1929, 1930, 1931                   |
| Walter Sell           | 7            | 1927, 1928, 1929, 1930, 1931, 1932, 1934                   |
| Walter Brück          | 6            | 1925, 1926, 1927, 1928, 1929, 1930                         |
| Willibald Stanek      | 2            | 1936, 1937                                                 |
| Oskar Nowak           | 1            | 1937                                                       |
| Lambert Neumaier      | 1            | 1936                                                       |
| Rudolf Vojta          | 2            | 1936, 1937                                                 |
| Herbert Klang         | 2            | 1928, 1929                                                 |
| Alexander Lebzelter   | 2            | 1925, 1926                                                 |
| Friedrich Lichtschein | 2            | 1929, 1930                                                 |
| Karl Rammer           | 2            | 1933, 1934                                                 |
| Alfred Revy           | 2            | 1925, 1927                                                 |
| Willy Meissner        | 1            | 1937                                                       |
| Kurt Weiss            | 1            | 1927                                                       |

## Wiener Eisrevue
Inspiriert durch die von Karl Schäfer ins Leben gerufene „Karl-Schäfer-Eisrevue“, die während der NS-Zeit erfolgreich tourte, wurde im Winter des Jahres 1945 die Wiener Eisrevue im WEV gegründet. Die Revue wurde durch die WEG, ab 1958 durch die Nachfolgeorganisation Wiener Eissport-Vereinigung (WEVg) administriert. Erster großer Star der Revue war Eva Pawlik, die bereits in frühen Jahren als „Wunderkind“ bezeichnet wurde. Bis 1954 fanden die Wien-Vorstellungen am WEV-Platz statt, bevor das Ensemble in den überdachten Messepalast (heutiges MuseumsQuartier) und später in die Wiener Stadthalle übersiedelte. Aufgrund finanzieller Schwierigkeiten musste die Wiener Eisrevue im Jahr 1970 das amerikanische Konkurrenzunternehmen Holiday on Ice verkauft werden. Im Jahr 1973 wurde die Revue endgültig abgesetzt.

## Das Grundstück auf dem Heumarkt

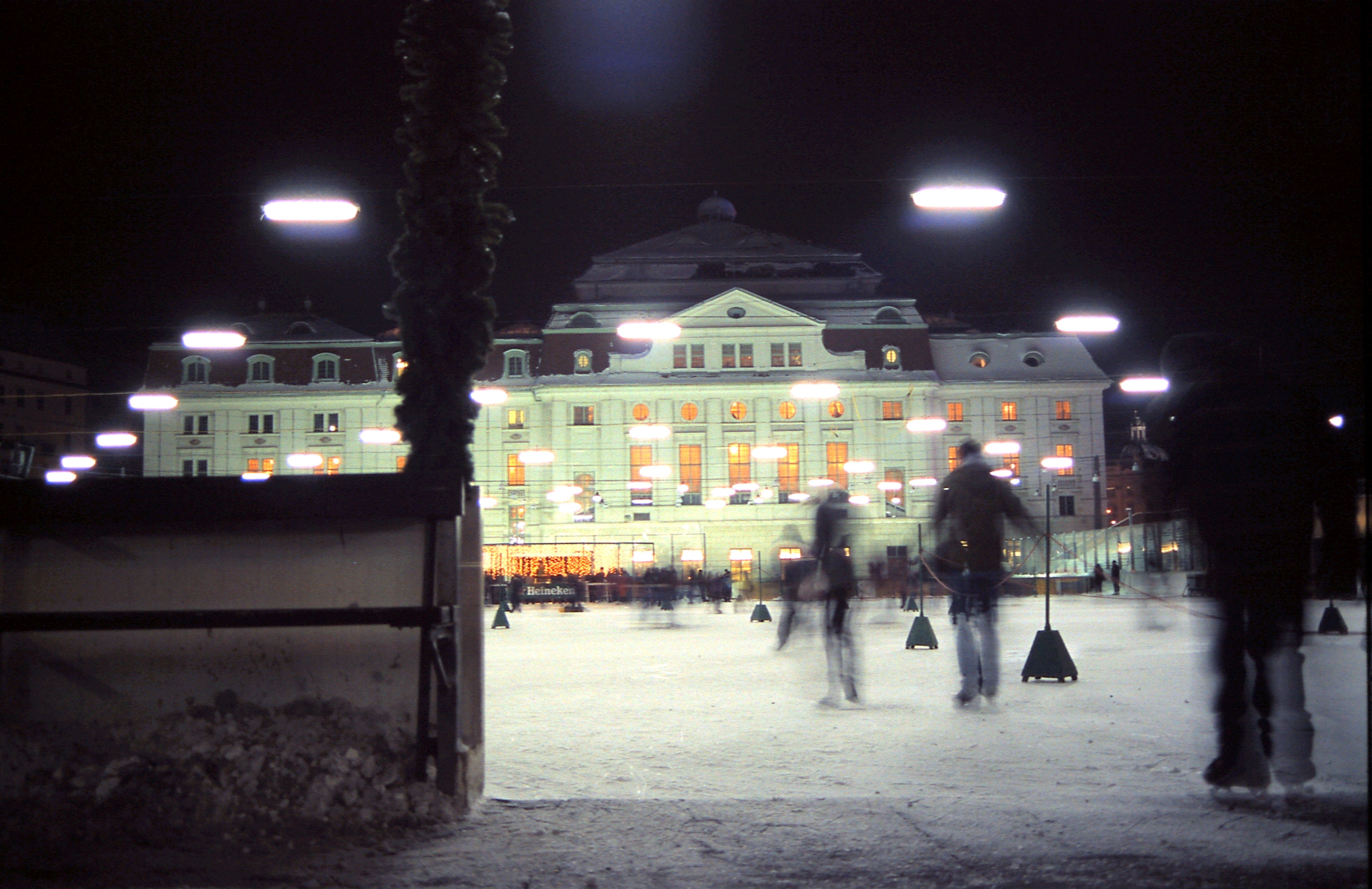
Wiener Eislaufverein im November 2010

Der 1867 gegründete Wiener Eislaufverein musste allerdings wegen der Wienflussregulierung und der Errichtung der Bahnanlagen beim Bahnhof Wien Hauptzollamt 1899 auf das Gelände des vormaligen städtischen Reservegartens zwischen Lothringer Straße und Heumarkt übersiedeln. Das Gelände, das den Namen Olympion erhielt, sollte dem Sport und der Musik gewidmet werden. Statt der zunächst geplanten Sängerhalle wurde das Wiener Konzerthaus errichtet. Der größte Teil des Geländes diente als winterlicher Eislauf- und sommerlicher Tennisplatz. Bis 2008 stand das Grundstück im Eigentum des Wiener Stadterweiterungsfonds, einer Gründung der Wiener Ringstraßenzeit. 1900 errichtete der Architekt Ludwig Baumann hier eine Randbebauung für Garderoben, Buffet und mit offener Orchesternische im Jugendstil.
Eine Absiedlung des WEV nach Schönbrunn zugunsten eines Hilton Hotels kam nicht zustande, jedoch wurde etwa ein Drittel der Eisfläche 1960 durch Bau des Intercontinental Wien, eines Hauses der InterContinental Hotels Group verbaut. Gleichzeitig wurden die Jugendstilbauten Baumanns zugunsten einer modernen Randbebauung abgerissen. Die Transaktion zog kritische Kommentare nach sich. Im Zusammenhang mit dem Verkauf an die UBM Realitätenentwicklung im Jahr 2008 kamen dann medial stark kolportierte Befürchtungen auf, die zentrumsnahe Freifläche würde demnächst verbaut. 2010 ging das Grundstück an eine Baugenossenschaft über. Anfang März 2012 ließen Pressemeldungen aufhorchen, nach denen das Hotel Intercontinental verkauft werden solle und im Zusammenhang damit „neue Hoffnung“ für den Eislaufverein und seine veraltete Kunsteisfläche bestünde. Ein entsprechender Architektenwettbewerb werde stattfinden. Die Eisfläche solle allerdings erhalten bleiben.
Im Mai 2012 erwarb das Unternehmen WertInvest, eine 100-prozentigen Tochter der Global Equity Partners-Gruppe, dem auch das Areal des InterContinental Hotels gehört, das Grundstück. Nach Anhörungen mit den Projektbeteiligten wurde Ende 2012 ein mehrstufiges kooperatives Expertenverfahren durchgeführt, im Zuge dessen drei Planungsteams Empfehlungen für die städtebauliche Weiterentwicklung des gesamten Gebiets ausarbeiteten. Dabei wurden die zwei grundlegenden Szenarien „Bewahrung des Bestandes“ (Belassung des Hotels) und „Neubau“ betrachtet. Als erstrebenswert wurde unter anderem der Erhalt der rund 6.000 m² großen Eisfläche sowie die Schaffung neuer Durchgangsmöglichkeiten angesehen. Weiters sollte das Gelände möglichst auch geöffnet, bestehende straßenseitige Einfassungen der Eisfläche beseitigt werden.
Auf Grundlage dieses Verfahrens fand schließlich ein Architekturwettbewerb statt, an welchem 24 Büros aus Österreich und dem Ausland teilnahmen. Im Februar 2014 ging das Projekt des brasilianischen Architekten Isay Weinfeld als Gewinner hervor. Es sieht die Erhaltung der bestehenden rund 40 Meter hohen Hotel-Hochhausscheibe vor, die jedoch sowohl innen als auch außen grundlegend renoviert wird. Vorgesehen sind beispielsweise die Erneuerung der Fassade, sowie der Abriss des senkrecht zum Hauptriegel stehenden Trakts, an dessen Stelle ein 73 Meter hoher solitärer Neubau errichtet werden soll. Das Projekt sieht zudem einen viergeschoßigen Bau entlang des Heumarkts, eine zusätzliche Eishalle sowie einen Turnsaal (unter anderem auch für umliegende Schulen) vor. Die bestehende Eisfläche wird nicht verkleinert, jedoch aufgrund der größeren Gebäudedimensionen leicht verändert angelegt.
Nach abgeschlossenem Flächenwidmungsverfahren sollte der Bau 2016 starten und die Fertigstellung im Jahr 2018 erfolgen. Nach Bekanntwerden der Tatsache, dass hier im Kernbereich des Weltkulturerbes ein Hochhausprojekt geplant ist, kam es allerdings ab Ende Februar 2013 zu Protesten von Bürgerinitiativen und fachlichen Gremien der Architektenschaft. Aufgrund der anhaltend kritischen Medienberichte verkündete Vizebürgermeisterin und Planungsstadträtin Maria Vassilakou Anfang Mai 2016 eine „Nachdenkpause“ für das umstrittene Projekt. Im Dezember des Jahres 2016 setzten die Betreiber des Projektes eine neue Initiative. Es wurde eine im Volumen leicht reduzierte Variante des Projektes präsentiert, der auch der Fachbeirat für Stadtplanung sein Placet gab. Allerdings wurde von verschiedenen Seiten, etwa von ICOMOS darauf hingewiesen, dass das Welterbeprädikat der Wiener Innenstadt bei Realisierung des Vorhabens gefährdet sei. Nachdem es zuvor als wahrscheinlich gegolten hatte, dass das historische Zentrum von Wien im Fall eines Baubeginns auf die Rote Liste des gefährdeten Welterbes gesetzt und in der Folge den Titel Weltkulturerbe verlieren könnte, erfolgte der Eintrag durch das Welterbekomitee bereits auf der jährlichen Sitzung des Gremiums am 6. Juli 2017.
Gemäß einem Anfang 2019 präsentierten, von Wolfgang Zinggl (Nationalratsabgeordneter, Jetzt – Liste Pilz) bei dem Verfassungsjuristen Theo Öhlinger in Auftrag gegebenen Gutachten, hat die Bundesregierung als eine der für den Erhalt des UNESCO-Welterbe-Status der Wiener Innenstadt verantwortlichen Instanzen die Möglichkeit, den Bau zu stoppen. Zinggl forderte Kulturminister Gernot Blümel (ÖVP) auf, gegen die Errichtung des Hochhauses vorzugehen. Dieser kündigte an, das Gutachten zu prüfen und den Verfassungsdienst um eine Bewertung zu ersuchen.
Am 16. März 2019 wurde ein Gutachten des Denkmalrats ICOMOS zum geplanten Hochhausbau veröffentlicht, wonach der Status als UNESCO-Welterbe bei Bau des Hochhauses nicht mehr vertretbar sei und das Gebäude das Stadtbild „zerstören“ würde. Tags darauf wurde von einem Vertreter der Stadtverwaltung eine zweijährige „Nachdenkpause“ angekündigt. Das angeblich dahinter stehende Kalkül wurde moniert, da aufgrund der vorgeschriebenen UVP ohnedies mit einem zweijährigen Verfahren zu rechnen sei und danach auch der Wiener Wahlkampf „überstanden“ sei.
Im Juni 2021 wurde bekannt gegeben, dass das Hochhaus nicht gebaut werde. Ernst Woller als Wiener Landtagspräsident teilte mit, dass eine Variante entwickelt werden soll, die mit dem Welterbetitel vereinbar ist.